# Leucania latericia
Leucania latericia är en fjärilsart som beskrevs av Holloway 1979. Leucania latericia ingår i släktet Leucania och familjen nattflyn. Inga underarter finns listade i Catalogue of Life.